# Девід Грімальді
Девід Грімальді (англ. David A. Grimaldi, 22 вересня 1957) — американський палеонтолог, фахівець з вимерлих комах, зокрема з вимерлих мурашок.

## Життєпис
Палеонтолог, ентомолог і куратор відділу зоології безхребетних тварин (Curator of Invertebrate Zoology) в Музеї природознавства в Нью-Йорку, а також професор в Корнелльському університеті (Ітака), Колумбійському університеті (Манхеттен) та в Міському університеті Нью-Йорка.
Вважається одним з найвизначніших фахівців з викопних комах з бурштину (зокрема домініканського), з плодових мух родини Drosophilidae і з викопних мурашок. Є співавтором опису найдавнішого викопного шапкового гриба Archaeomarasmius leggetti.

## Праці
- Grimaldi D. (1996). Amber: Window to the Past. Abrams. ISBN 0810926520.
- Grimaldi D. and Agosti D. (2001). A formicine in New Jersey Cretaceous amber (Hymenoptera: Formicidae) and early evolution of the ants. Proceedings of the National Academy of Sciences 97: 13678-13683. doi:10.1073/pnas.240452097. PMID 11078527
- Grimaldi, David A.; Engel, Michael S. Evolution of the Insects. — Cambridge, England : Cambridge University Press, 2005. — 772 p. — ISBN 0-521-82149-5.

## Епонімія
Види, названі на честь Д.Грімальді:
1. Halitheres grimaldii Giribet & Dunlop (викопний косарик з бірманського бурштину)
2. Palaeoburmesebuthus grimaldii Lourenço (викопний скорпіон з бірманського бурштину)
3. Ambradolon grimaldii Metz (викопний вид мух-теревід з домініканського бурштину)
4. Cubanoptila grimaldii Wichard (викопний вид волохокрильців з домініканського бурштину)
5. Ctenoplectrella grimaldii Michael S. Engel (викопний вид бджіл з балтійського бурштину)
6. Afrarchaea grimaldii Penney (викопний павук з бірманського бурштину)
7. Plectromerus grimaldii Nearns & Branham (викопний жук з домініканського бурштину)
8. Glabellula grimaldii Evenhuis (викопний вид Mythicomyiidae[en] з домініканського бурштину)
9. Euliphora grimaldii Arillo & Mostovski (викопний вид мух-форид[en] з іспанського бурштину)
10. Phyloblatta grimaldii Vršanský (викопний тарган з тріасу Вірджинії)
11. Glyptotermes grimaldii Michael S. Engel & Krishna (викопний терміт з домініканського бурштину)
12. Burmadactylus grimaldii[ru] Heads (викопний карликовий цвіркун з бірманського бурштину)
13. Grimaldinia Popov & Heiss (рід викопних лептосальдинових берегових клопів з бірманського бурштину)
14. Halteriomantispa grimaldii Liu (викопний вид сітчастокрилих комах вимерлої родини Dipteromantispidae з бірманського бурштину)
15. Oligochlora grimaldii Engel (викопний вид перетинчастокрилих комах родини галіктид з домініканського бурштину)